# トーン (曲)
「トーン」 (Torn)は、スコット・カトラー、アン・プレヴェン、フィル・ソーナリーによって制作された楽曲。この曲は1993年にデンマークの歌手リス・ソーレンセンによってデンマーク語に改題された「ブレント」として初めて歌われた。そして1995年にカトラーとプレヴェンのバンドであるエドナスワップ、1996年にアメリカ系ノルウェー人のトリーネ・レインが続いた。
「トーン」はオーストラリア人の歌手ナタリー・インブルーリアの1997年のデビュー・シングルとして一番知られている。インブルーリアのバージョンはソーナリーがプロデュースし、ベルギー、カナダ、デンマーク、アイスランド、スペイン、スウェーデンのチャートで1位を記録し、ビルボード・チャートでは第3位を記録した。インブルーリアのバージョンは全世界で400万枚を売り上げた。

## オリジナル・バージョン
「トーン」は1991年にスコット・カトラーとアン・プレヴェン、プロデューサーのフィル・ソーナリーによってプレヴェンのソロ曲として制作された。カトラーとプレヴェンが所属するバンドのエドナスワップはこの曲をライヴで披露していたが、レコードとしては発売されることはなかった。
エドナスワップは1995年にレコード・バージョンを発売した。曲はデビュー・アルバムから「グロウ」に続くシングルとして発売された。ソーナリーとカトラーがセッションをプロデュースした。バンドはいくつかの別バージョンやリミックスをB面やアルバム『Wacko Magneto』に収録した。

## リス・ソーレンセンによるデンマーク語バージョン
曲は最初にデンマークの歌手リス・ソーレンセンによって1993年に「ブレント」として発売された。曲はアルバム『Under stjernerne et sted』に収録され、ラジオ向けシングルでもあった。ソーレンセンのバージョンはデンマークでヒットを記録した。ソーレンセンはプロデューサーのPoul Bruunから彼女のアルバムに収録する提案とともにこの曲を受け取たみた。デンマーク語の歌詞はElisabeth Gjerluff Nielseが書き下ろした。